# 役梁彎貝介
役梁彎貝介（学名：Loxoconcha yilian）为彎貝介科彎貝介屬下的一个种。